# Bernward Malaka
Bernward Malaka (* 31. August 1962 in Düsseldorf) ist ein deutscher Musiker, Internet-Unternehmer und Medienberater. Er war auch als Verleger aktiv.
Malaka war 1976 Mitbegründer der deutschen Punk-Band Male und gründete 1980 die international erfolgreiche Industrial-Band Die Krupps. In Jürgen Teipels Buch Verschwende Deine Jugend erzählt Malaka seine Erinnerungen aus dieser Zeit.
In den 1990er Jahren war er maßgeblich am Aufbau des TV-Buch-Verlages vgs beteiligt und leitete von 2000 bis 2004 die Buchsparte der Egmont-Gruppe in Deutschland mit den Comic-Verlagen Ehapa Comic Collection und Egmont Manga & Anime.
Malaka ist Geschäftsführer der now-in.org GmbH, die eine gleichnamige Event-Suchmaschine betreibt.